# Cuterebra emasculator
Cuterebra emasculator är en tvåvingeart som beskrevs av Fitch 1856. Cuterebra emasculator ingår i släktet Cuterebra och familjen styngflugor. Inga underarter finns listade i Catalogue of Life.